# Varanus zugorum
Varanus zugorum är en ödleart som beskrevs av Böhme och Ziegler 2005. Varanus zugorum ingår i släktet Varanus och familjen Varanidae. Inga underarter finns listade i Catalogue of Life.
Arten förekommer endemisk på Halmahera som tillhör Indonesien. Honor lägger ägg.
Arten är endast känd från ett exemplar som hittades i ett museum. En ofullständig beskrivning gjordes 25 år tidigare. Några foton på marknader för terrariedjur föreställer kanske denna art. På grund av djurets anatomi antas att det klättrade i växtligheten. Inget är känt om populationens storlek. IUCN listar arten med kunskapsbrist (DD).
Artepitet i det vetenskapliga namnet hedrar zoologen George Robert Zug som var aktiv vid olika museer.